# Юка (актриса)
Окабе Хироко (яп. 岡部 広子 27 июня 1980, Токио) — японская актриса и бывшая гравюр-айдол. Известна под сценическим псевдонимом Юка (яп. 優香).

## Личная жизнь
Замужем с 2016 года. Муж - японский киноактёр Мунэтака Аоки.

## Награды
Лауреат Премии Японской киноакадемии. С 1999 по 2001 год ей присуждалась Golden Arrow Award ежегодно.

## Избранная фильмография
- Реинкарнация[англ.] (2005)
- Тёмный дворецкий[англ.] (2014)